# Транслитерация болгарского алфавита латиницей
Транслитерация болгарского алфавита латинским осуществляется с помощью нескольких систем, важнейшие из которых даны в следующей таблице: официальная англо-американская система BGN/PCGN транслитерации болгарских географических названий (1952 года, неактуальна); система Библиотеки Конгресса, болгарский стандарт 1956 года, система ООН 1977 года (система Андрейчина, неактуальна), болгарские стандарты БДС 1596:1973 и БДС ISO 9:2001, система Данчева (Данчева-Холмана-Димовой-Савовой) 1989 года и Обтекаемая система 1995 года (официальна для Болгарии, ООН, США и Великобритании).
| Болгарский алфавит | BGN/PCGN (до 2013 г.) | ALA-LC | Стандарт 1956 г. | БДС 1596:1973 | ООН 1977 (Андрейчина) (до 2012 г.) | БДС ISO 9:2001 | Система Данчева | Обтекаемая система 1995 г.; ООН 2012 г.; BGN/PCGN 2013 г. | Интернет-общение |
| ------------------ | --------------------- | ------ | ---------------- | ------------- | ---------------------------------- | -------------- | --------------- | --------------------------------------------------------- | ---------------- |
| а                  | a                     | a      | a                | a             | a                                  | a              | a               | a                                                         | a                |
| б                  | b                     | b      | b                | b             | b                                  | b              | b               | b                                                         | b                |
| в                  | v                     | v      | v                | v             | v                                  | v              | v               | v                                                         | v                |
| г                  | g                     | g      | g                | g             | g                                  | g              | g               | g                                                         | g                |
| д                  | d                     | d      | d                | d             | d                                  | d              | d               | d                                                         | d                |
| е                  | e                     | e      | e                | e             | e                                  | e              | e               | e                                                         | e                |
| ж                  | zh                    | zh     | zh (ž)           | zh (ž)        | ž                                  | zh (ž)         | zh              | zh                                                        | j                |
| з                  | z                     | z      | z                | z             | z                                  | z              | z               | z                                                         | z                |
| и                  | i                     | i      | i                | i             | i                                  | i              | i               | i                                                         | i                |
| й                  | y                     | ĭ      | j                | j             | j                                  | j              | y, i            | y                                                         | y, j, i          |
| к                  | k                     | k      | k                | k             | k                                  | k              | k               | k                                                         | k                |
| л                  | l                     | l      | l                | l             | l                                  | l              | l               | l                                                         | l                |
| м                  | m                     | m      | m                | m             | m                                  | m              | m               | m                                                         | m                |
| н                  | n                     | n      | n                | n             | n                                  | n              | n               | n                                                         | n                |
| о                  | o                     | o      | o                | o             | o                                  | o              | o               | o                                                         | o                |
| п                  | p                     | p      | p                | p             | p                                  | p              | p               | p                                                         | p                |
| р                  | r                     | r      | r                | r             | r                                  | r              | r               | r                                                         | r                |
| с                  | s                     | s      | s                | s             | s                                  | s              | s               | s                                                         | s                |
| т                  | t                     | t      | t                | t             | t                                  | t              | t               | t                                                         | t                |
| у                  | u                     | u      | u                | u             | u                                  | u              | ou              | u                                                         | u                |
| ф                  | f                     | f      | f                | f             | f                                  | f              | f               | f                                                         | f                |
| х                  | kh                    | kh     | h                | h             | h                                  | x (h)          | h               | h                                                         | h                |
| ц                  | ts, t•s               | t͡s     | c                | c             | c                                  | c              | ts              | ts                                                        | c                |
| ч                  | ch                    | ch     | ch (č)           | ch (č)        | č                                  | ch (č)         | ch              | ch                                                        | 4                |
| ш                  | sh                    | sh     | sh (š)           | sh (š)        | š                                  | sh (š)         | sh              | sh                                                        | 6                |
| щ                  | sht                   | sht    | sht (ŝ)          | št            | št                                 | sth (ŝ)        | sht             | sht                                                       | 6t               |
| ъ                  | ŭ                     | ŭ      | â                | a (ǎ)         | ă                                  | a` (")         | u               | a                                                         | w                |
| ь                  | ’                     | j      | j                | ` (’)         | j                                  | y              | y               | y                                                         | i, y             |
| ю                  | yu                    | i͡u     | ju               | ju            | ju                                 | yu (û)         | yu              | yu                                                        | iu, yu           |
| я                  | ya                    | i͡a     | ja               | ja            | ja                                 | уа (â)         | ya              | ya                                                        | q                |
| ѣ                  | e, ya                 | i͡e     |                  |               |                                    | ě              |                 |                                                           |                  |
| ѫ                  | ŭ                     | u̐      |                  |               |                                    | ǎ              |                 |                                                           |                  |

Примечания: В скобках даны варианты систем с использованием диакритических знаков. Последние две буквы болгарского алфавита употреблялись до 1945 года.
Обтекаемая система транслитерации была введена в 1995 году, впоследствии приобрела популярность в массовой практике и была официально утверждена болгарским правительством для употребления в персональных документах (в 2000 году), на дорожных указателях, в официальных информационных системах, базах данных, на веб-страницах местных властей и т. п. (в 2006 году), а в 2009 году стала частью болгарского законодательства, послужив основой новопринятого Закона о транслитерации.  Система была принята ООН в 2012 году, а также BGN и PCGN в 2013 году для официального американского и британского использования. 

## Пример транслитерации
Различия в транслитерации букв «ч», «ж», «я» и «ъ» подчёркнуты.
| Болгарский | ООН 1977 | Обтекаемая система | Русский |
| --- | --- | --- | --- |
| Всички хора се раждат свободни и равни по достойнство и права. Те са надарени с разум и съвест и следва да се отнасят помежду си в дух на братство. | Vsički hora se raždat svobodni i ravni po dostojnstvo i prava. Te sa nadareni s razum i sǎvest i sledva da se otnasjat pomeždu si v duh na bratstvo. | Vsichki hora se razhdat svobodni i ravni po dostoynstvo i prava. Te sa nadareni s razum i savest i sledva da se otnasyat pomezhdu si v duh na bratstvo. | Все люди рождаются свободными и равными в своём достоинстве и правах. Они наделены разумом и совестью и должны поступать в отношении друг друга в духе братства. |